# Andreas Ehrig
Andreas Ehrig (Langenbernsdorf, RDA, 20 de octubre de 1959) es un deportista de la RDA que compitió en patinaje de velocidad sobre hielo. Está casado con la patinadora Andrea Mitscherlich.
Ganó una medalla de plata en el Campeonato Mundial de Patinaje de Velocidad sobre Hielo de 1984. Participó en dos Juegos Olímpicos de Invierno, ocupando el octavo lugar en Lake Placid 1980 (10 000 m) y el cuarto en Sarajevo 1984 (5000 m).

## Palmarés internacional
| Campeonato Mundial | Campeonato Mundial  | Campeonato Mundial | Campeonato Mundial    |
| Año                | Lugar               | Medalla            | Prueba                |
| ------------------ | ------------------- | ------------------ | --------------------- |
| 1984               | Gotemburgo (Suecia) | Medalla de plata   | Clasificación general |